# Olaf Hagerup
Olaf Asmunsen Hagerup, född 29 september 1889, död 22 mars 1961, var en dansk botaniker.
Olaf Hagerup blev filosofie doktor i Köpenhamn 1930 och inspektör vid botaniska museet där 1935. Hagerup, som företog botaniska forskningsresor till Färöarna och Grönland, till Sumatra 1916–1917 och tropiska Västafrika 1927–1928, grundade cytekologin och försökte i jämförande morfologiska och fylogenetiska arbeten utreda angiospermernas härstamning ur gymnospermerna. Bland hans skrifter märks Über Polyploidie in Beziehung zu Klima, ökologie und Phylogenie (i Hereditas, 16, 1932), Études des types biologiques de Raunkiaer dans la flore autour de Tombouctou (i Biologiske Meddelelser, udgivne af Det Kongelige Danske Videnskabernes Selskab, 9, 1930) och Zur Abstammung einiger Angiospermen durch Gnetales und Coniferae, 1-4 (1934–1939).